# Бернар, Самюэль (художник)
Самюэль-Жак Бернар (фр. Samuel-Jacques Bernard; 8 ноября 1615, Париж — 24 июня 1687, там же) — французский художник-портретист, миниатюрист, гравёр, педагог.

## Биография

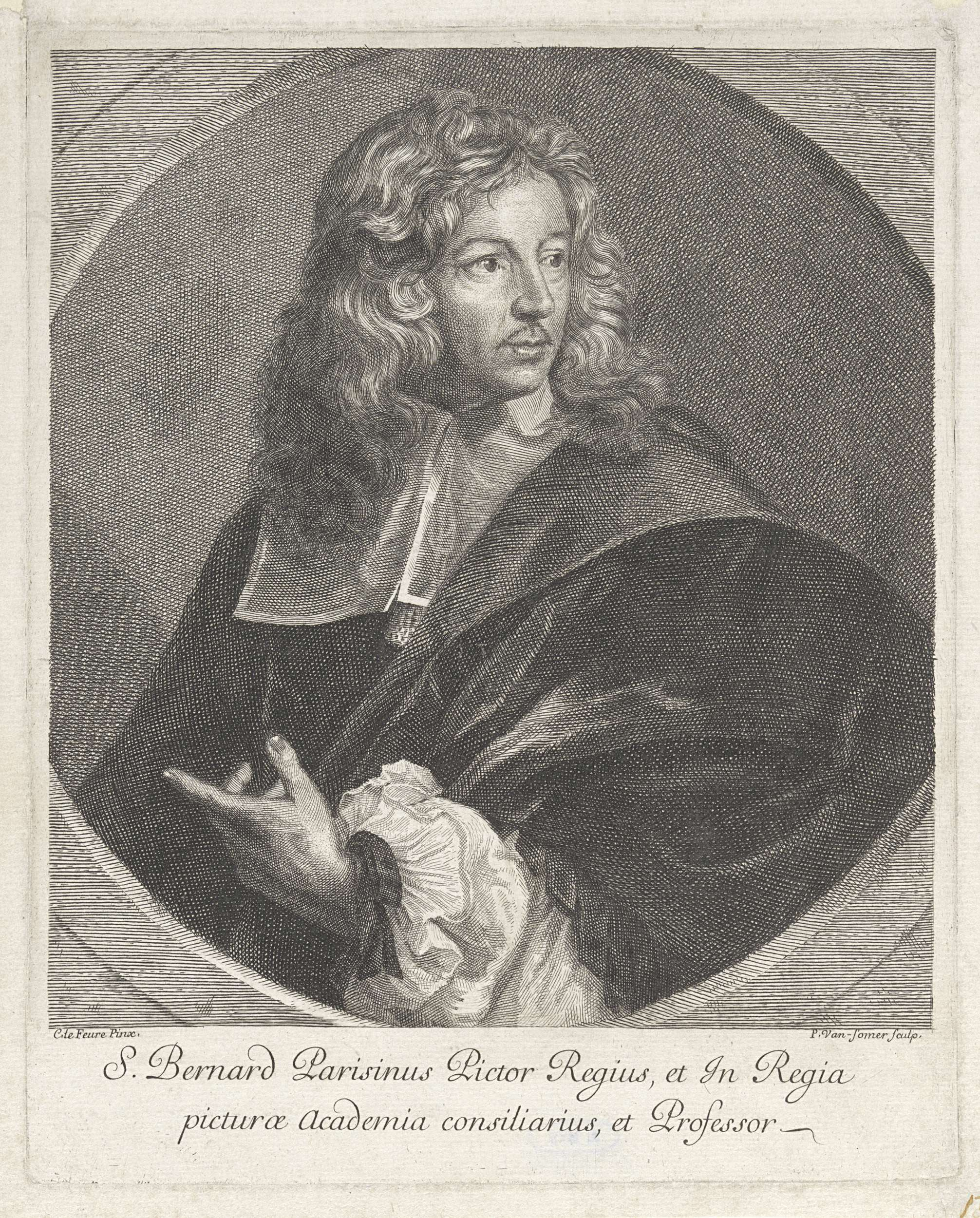

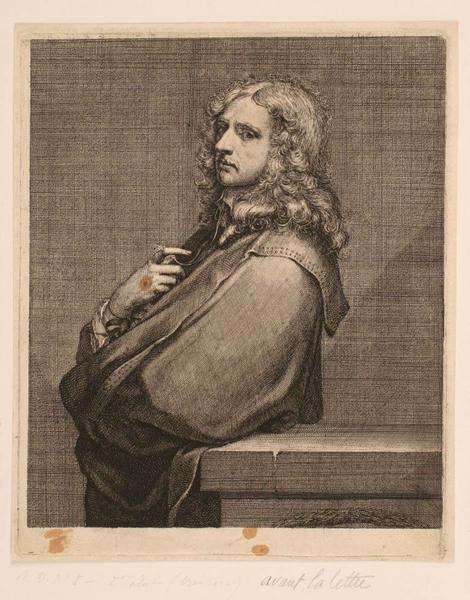
Портрет Луи дю Гернье

Родился в протестантской семье художника Ноэля Бернара. Первые уроки живописи получил у отца. Позже учился у Симона Вуэ и Луи дю Гернье. Сделал несколько попыток заняться фресковой живописью, но, не оправдав своих ожиданий, некоторое время писал миниатюры, прежде чем полностью посвятить себя гравюре меццо-тинто. Автор также ряда натюрмортов начала 1660-х годов.
Преподавал с 1648 года в парижской Королевской академии искусства и скульптуры, стал там профессором в 1655 году.
Будучи сторонником идей Я. Арминия, в 1681 году был исключён из академии по религиозным мотивам, но восстановлен на своем посту после того, как четыре года спустя отказался от протестантизма.
Отец девятерых детей, в том числе финансиста Самюэля Бернара (1651—1739).